# 阿斯普尔 (北部省)
阿斯普尔（法語：Haspres，法語發音：[aspʁ]）是法国上法蘭西大區北部省的一个市镇，属于瓦朗谢讷区。

## 地理
阿斯普尔（50°15'30"N, 3°25'0"E）面积12.2 平方千米，位于法国上法蘭西大區北部省，该省份为法国最北部的省份及最长的省份，西北濒北海，西接加来海峡省，南至埃纳省和索姆省，东与比利时接壤。
与阿斯普尔接壤的市镇（或旧市镇、城区）包括：杜希莱米讷、埃卡永河畔蒙绍、韦尔尚莫格雷、索尔祖瓦尔、维莱昂科希、蒂扬、阿韦讷勒塞克、塞勒河畔努瓦耶勒。

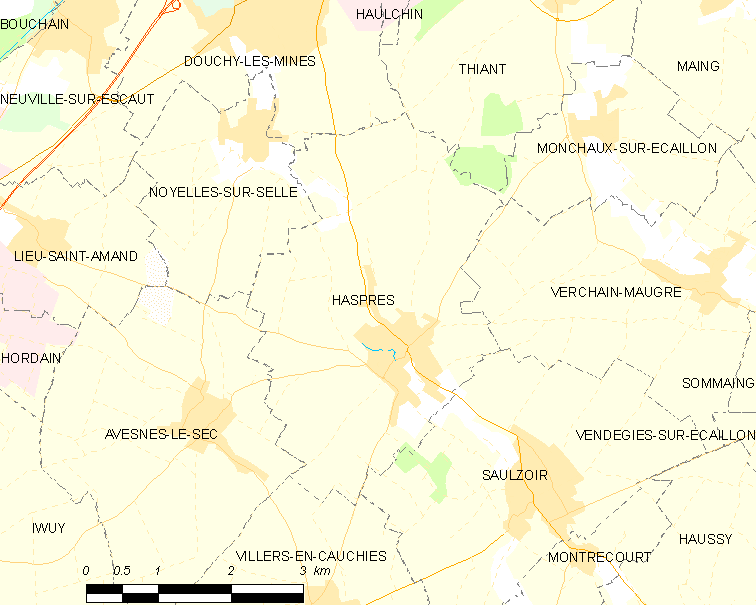
的OSM定位图

阿斯普尔的时区为UTC+01:00、UTC+02:00（夏令时）。

## 行政
阿斯普尔的邮政编码为59198，INSEE市镇编码为59285。

## 政治
阿斯普尔所属的省级选区为欧努瓦莱瓦朗谢讷县。

## 人口

1962-2008年间人口变化图示

阿斯普尔于2022年1月1日时的人口数量为2632人。